# Бонрепо
Бонрепо (фр. Bonrepos) насеље је и општина у јужној Француској у региону Миди Пирене, у департману Горњи Пиринеји која припада префектури Тарб.
По подацима из 2011. године у општини је живело 193 становника, а густина насељености је износила 21,93 становника/km². Општина се простире на површини од 8,8 km². Налази се на средњој надморској висини од 520 метара (максималној 540 m, а минималној 359 m).

## Демографија
| 1962. | 1968. | 1975. | 1982. | 1990. | 1999. | 2011. |
| ----- | ----- | ----- | ----- | ----- | ----- | ----- |
| 218   | 256   | 263   | 216   | 194   | 188   | 193   |

График промене броја становника у току последњих година